# 3872 Akirafujii
A 3872 Akirafujii (ideiglenes jelöléssel 1983 AV) a Naprendszer kisbolygóövében található aszteroida. Brian A. Skiff fedezte fel 1983. január 12-én.
A kisbolygó névadója, Akira Fujii (1941–2022) japán asztrofotós, csillagászati ismeretterjesztő. Két csillagvizsgálót is épített (Chiro Observatory), egyiket hazájában, a másikat Ausztráliában. A Halley-üstökös 1986-os visszatérésekor 60 cm-es, utánfutóra szerelt távcsövével járta az országot, és bemutatta az embereknek a híres kométát.